# Paul Shin’ichi Itonaga
Paul Shin’ichi Itonaga (jap. パウロ 糸永 真一, Pauro Itonaga Shin’ichi; * 23. Juli 1928 in Hirado, Präfektur Nagasaki; † 10. Dezember 2016) war ein japanischer Geistlicher und römisch-katholischer Bischof von Kagoshima.

## Leben
Paul Shinichi Itonaga empfing am 14. September 1952 die Priesterweihe.
Papst Paul VI. ernannte ihn am 15. November 1969 zum Bischof von Kagoshima. Der Apostolische Pro-Nuntius in Japan, Erzbischof Bruno Wüstenberg, spendete ihm am 18. Januar des folgenden Jahres die Bischofsweihe; Mitkonsekratoren waren Joseph Asajirō Satowaki, Erzbischof von Nagasaki, und Peter Saburō Hirata PSS, Bischof von Fukuoka.
Am 3. Dezember 2005 nahm Papst Benedikt XVI. seinen altersbedingten Rücktritt an.